# 新疆生产建设兵团第十四师皮山农场
新疆生产建设兵团第十四师皮山农场是中华人民共和国新疆生产建设兵团第十四师下辖的一个农场，与新疆维吾尔自治区昆玉市昆泉镇实行“场镇合一”的管理体制。

## 行政区划
新疆生产建设兵团第十四师皮山农场下辖以下单位：
场部、皮山农场一连、皮山农场二连、皮山农场三连、皮山农场四连、皮山农场五连、皮山农场六连、皮山农场七连、皮山农场八连、皮山农场九连、皮山农场十连和皮山农场十一连。